# Bothwell (village)
Pour les articles homonymes, voir Bothwell.
Bothwell est un village du South Lanarkshire en Écosse.

## Quelques photos

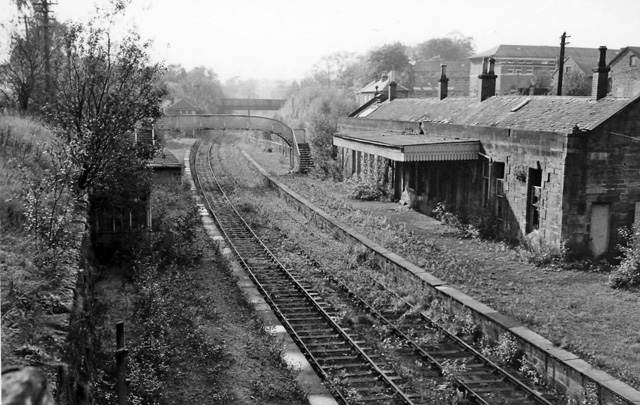
L'ancienne gare.
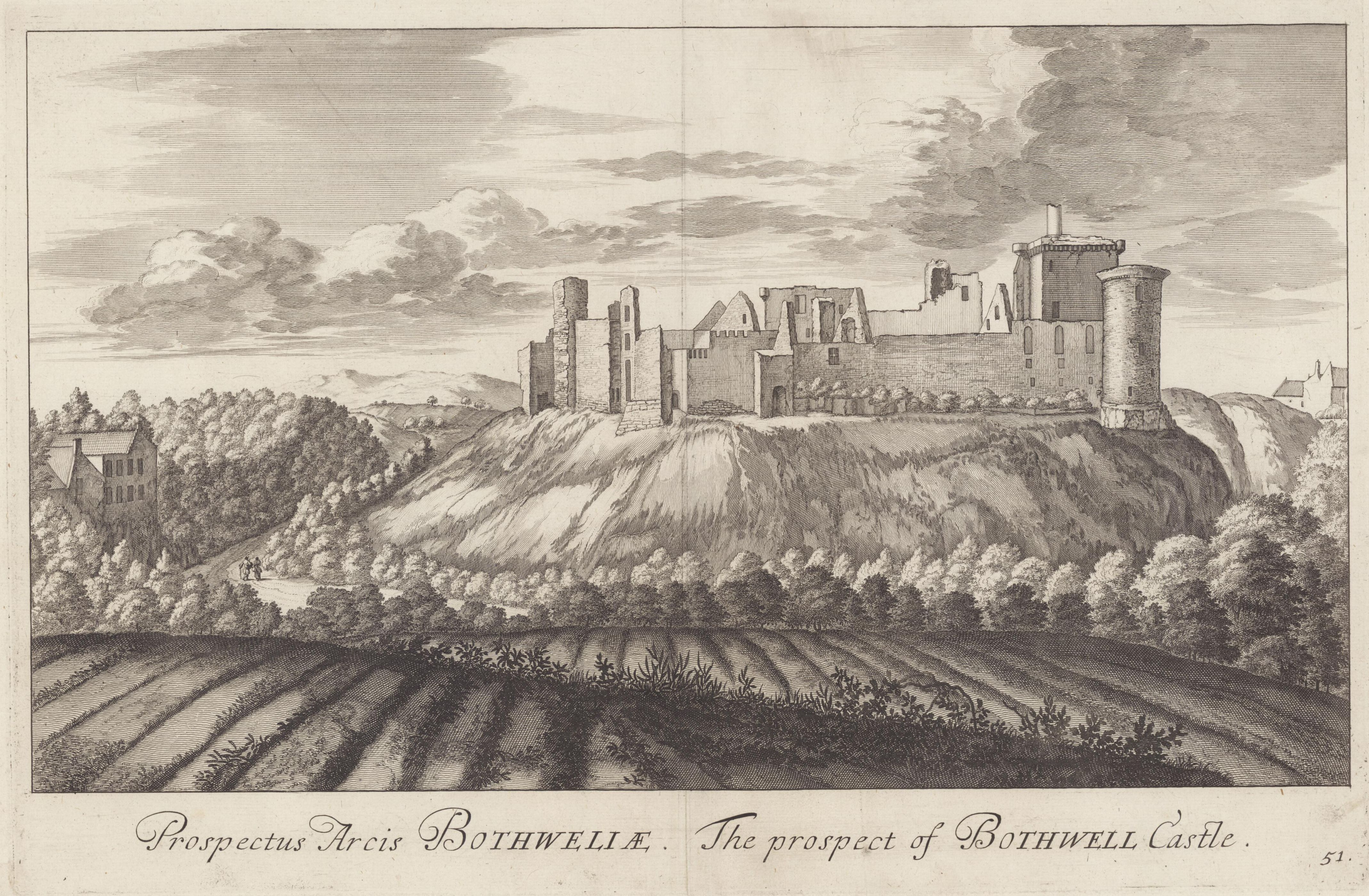
Le chateau de Bothwell au XVIIIe siècle.

## Source de la traduction
- (en) Cet article est partiellement ou en totalité issu de l’article de Wikipédia en anglais intitulé « Bothwell » (voir la liste des auteurs).